# Wayne Kemp
Wayne Kemp (Greenwood, 11 juni 1940 - Lafayette, 9 maart 2015) was een Amerikaanse countryzanger. Kemp nam tussen 1964 en 1986 op voor JAB Records, Decca Records, MCA Records, United Artists Records, Mercury Records en Door Knob Records. Hij plaatste 24 singles in de Hot Country Songs-hitlijst. Zijn hoogst geplaatste single was Honky Tonk Wine (#17, 1973). De song bevindt zich op zijn tweede studioalbum Kentucky Sunshine, dat zich plaatste in de Top Country Albums (#25).

## Carrière
Kemp werd geboren als een van de negen kinderen in een muzikaal gezin in Greenwood, Arkansas. Zijn ouders speelden verschillende instrumenten en moedigden hun kinderen altijd aan om samen te zingen en te harmoniseren. Toen Wayne zes was, verhuisde het gezin naar Muldrow in Oklahoma en al snel trad hij op in de kerk en bij lokale evenementen. Op 16-jarige leeftijd schreef hij liedjes en speelde hij professioneel gitaar met countryster Benny Ketchum uit Tulsa.
Kemps eerste doorbraak kwam in 1965, toen een vriend zijn demobandje doorgaf aan George Jones. De zanger hield van het gitaarspel en twee van Kemps nummers, Love Bug en I Made Her That Way en nam ze op. Al snel bevond Kemp zich in Nashville, nam op met Jones en maakte zijn eigen soloplaat.
Maar net toen zijn ster in opkomst was, sloeg het noodlot toe. Op weg naar een optreden crashte een dronken chauffeur in de auto waarin Kemp en zijn band zaten. De auto vloog in brand. Twee van Kemps bandleden werden gedood en Wayne liep derdegraads brandwonden op aan zijn gezicht, handen en benen. Doktoren vertelden hem dat hij nooit meer gitaar zou spelen.
Maar met hard werken en vastberadenheid bewees Kemp dat ze ongelijk hadden. In 1968 had hij zijn eerste nummer 1-hit Next in Line van Conway Twitty, snel gevolgd door Twitty's hits met The Image of Me, Darling, You Know I Wouldn't Lie en That's When She Started to Stop Loving You. Kemp tekende als stafschrijver bij Tree International en ging op pad om gitaar te spelen voor Twitty. Zijn eigen solo-opnamecarrière kwam het jaar daarna eindelijk op gang, met hits als Won't You Come Home (And Talk to a Stranger), Bar Room Habits en I'll Leave This World Loving You.
De volgende twee decennia zette Kemp zijn solocarrière voort, terwijl hij voor anderen schreef. Onderweg scoorde hij met nummers van Johnny Cash (de #1 countryhit One Piece at a Time), George Strait (The Fireman), Johnny Paycheck (The Only Hell My Mama Ever Raised), Hank Williams jr., Ronnie Milsap, Jack Greene, Faron Young, Mickey Gilley, Charley Pride, Tom Petty en Willie Nelson. Kemp schreef ook songs voor andere artiesten, zoals Love Bug voor George Jones en One Piece at a Time voor Johnny Cash. Ricky Van Shelton bracht een cover uit van I'll Leave This World Loving You van Kemp en de cover van Feelin' Single – Seein' Double van Emmylou Harris werd een van haar bekende songs.
Wayne Kemp werd in 1999 opgenomen in de Nashville Songwriters Hall of Fame.

## Overlijden
Kemp overleed op 9 maart 2015 op 74-jarige leeftijd in het Macon General Hospital in Lafayette. Hij leed aan meerdere kwalen en lag aan de nierdialyse-apparatuur, toen hij overleed.

## Discografie

### Singles
- 1967:	Babblin Incoherently
- 1967: The Image Of Me
- 1969:	Won't You Come Home (And Talk to a Stranger)
- 1969: Bar Room Habits
- 1971:	Who'll Turn Out the Lights
- 1971: Award to an Angel
- 1971: Did We Have to Come This Far (To Say Goodbye)
- 1972:	Darlin'
- 1973:	Honky Tonk Wine
- 1973: Kentucky Sunshine
- 1974:	Listen
- 1974: Harlan County
- 1976:	Waiting for the Tables to Turn
- 1976: I Should Have Watched That First Step
- 1977:	Leona Don't Live Here Anymore
- 1977: I Love It (When You Love All Over Me)
- 1980:	Love Goes to Hell When It Dies
- 1980: I'll Leave This World Loving You
- 1981:	Your Wife Is Cheatin' on Us Again
- 1981: Just Got Back from No Man's Land
- 1981: Why Am I Doing Without
- 1982:	Sloe Gin and Fast Women
- 1982: She Only Meant to Use Him
- 1983:	Don't Send Me No Angels
- 1984:	I've Always Wanted To
- 1986:	Red Neck and Over Thirty (met Bobby G. Rice)

### Albums
- 1971:	Wayne Kemp (Decca Records)
- 1974:	Kentucky Sunshine (MCA Records)
- 1983: Country Past, Present, Future

- Library of Congress Control Number: nr97015169
- MusicBrainz: 234653a0-0a44-48a0-b265-0487ae9206fb
- Nationale Bibliotheek van Israël: 987007388945005171
- Virtual International Authority File: 282149294510880522952